# Forum Niemieckich Katolików
Forum Niemieckich Katolików (niem. Forum Deutscher Katholiken) – niemieckie stowarzyszenie katolickie non-profit zrzeszające osoby fizyczne i prawne. Prezesem jest ksiądz Christof Anselmann.
Organizacja powstała 30 września 2000 w Fuldzie. Zrzesza tradycyjnych katolików wiernych papiestwu, wyznających religię ściśle według zasad Katechizmu Kościoła Katolickiego. Celem Forum jest propagowanie głoszenia wiary katolickiej zgodnie z nauką Kościoła, jako wkładu w nową ewangelizację w Niemczech poprzez gromadzenie i aktywizację wszystkich grup i osób indywidualnych, jak również poprzez organizację kongresów i innych wydarzeń.